# Габере (община Айдовшчина)
Вижте пояснителната страница за други значения на Габере.
Габере (на словенски: Gaberje) е село в Словения, регион Горишка, община Айдовшчина. Според Националната статистическа служба на Република Словения през 2015 г. селото има 166 жители.